# Dům Adama Mucka
Dům Adama Mucka stojí na rohu ulic Svobody a Májová v Chebu. Původně vznikl na objednávku Casoara Hofmanna, městského kloboučníka, roku 1868. Autorem projektu nárožního domu byl architekt Adam Haberzettl. Roku 1974 doznal dům značných architektonických změn na objednávku nového majitele, sládka Adama Mucka, přičemž zachován byl jen půdorys stavby. Autorem úprav byl stejný architekt, Adam Haberzettl. Do roku 1901 pak byl dům pouze dvoupatrový, třetí patro získal až při rekosntrukci na začátku 20. století.
Fasáda domu je ve stylu italské renesance. V přízemí se už od 19. století nachází obchodní prostory. Se svým podnikem zde začínal například cukrář a výrobce sodovek Franz Reinl. V přízemí domu se v období komunismu nacházela opravna obuvi, fotoslužba, lékárna a prodejna skla a porcelánu.